# Letnie Mistrzostwa Polski w Skokach Narciarskich 2011
16. Letnie Mistrzostwa Polski w Skokach Narciarskich – zawody o mistrzostwo Polski w skokach narciarskich na igelicie, które odbyły się 17 września 2011 roku na Wielkiej Krokwi w Zakopanem.
W konkursie na dużej skoczni zwyciężył Kamil Stoch, srebrny medal zdobył Krzysztof Miętus, a brązowy - Piotr Żyła.
Pierwotnie planowany był także konkurs na Średniej Krokwi im. Bronisława Czecha jednak ze względu na wysokie ceny za wynajem zaproponowane przez Centralny Ośrodek Sportu, odbył się tylko konkurs na dużej skoczni.

## Wyniki konkursu
| Miejsce | Zawodnik             | Klub                 | Skok 1 | Skok 2 | Punkty |
| ------- | -------------------- | -------------------- | ------ | ------ | ------ |
| 1.      | Kamil Stoch          | AZS Zakopane         | 130,0  | 119,5  | 253,4  |
| 2.      | Krzysztof Miętus     | AZS Zakopane         | 132,0  | 116,5  | 244,8  |
| 3.      | Piotr Żyła           | KS Wisła Ustronianka | 126,5  | 118,5  | 238,5  |
| 4.      | Maciej Kot           | AZS Zakopane         | 128,0  | 116,5  | 236,1  |
| 5.      | Rafał Śliż           | KS Wisła Ustronianka | 125,5  | 117,0  | 231,0  |
| 6.      | Grzegorz Miętus      | AZS Zakopane         | 124,5  | 111,5  | 219,3  |
| 7.      | Aleksander Zniszczoł | KS Wisła Ustronianka | 122,0  | 114,5  | 219,2  |
| 8.      | Bartłomiej Kłusek    | LKS Klimczok Bystra  | 119,5  | 114,5  | 213,2  |
| 9.      | Marcin Bachleda      | TS Wisła Zakopane    | 120,5  | 110,5  | 208,3  |
| 9.      | Dawid Kubacki        | TS Wisła Zakopane    | 123,5  | 107,5  | 208,3  |

Na starcie kwalifikacji pojawiło się 72 zawodników, w konkursie wystartowało pięćdziesięciu.